# SN 2007jy
SN 2007jy – supernowa typu Ib-? odkryta 3 września 2007 roku w galaktyce A205121+0023. W momencie odkrycia miała maksymalną jasność 20,70m.